# Ashley Henderson
Pour les articles homonymes, voir Henderson.
Ashley Henderson (née le 4 décembre 1995 à Saint-Louis (Missouri)) est une athlète américaine, spécialiste des épreuves de sprint.

## Biographie
Le 22 juin 2018, elle se classe deuxième des championnats des États-Unis à Des Moines, derrière Aleia Hobbs, et porte son record personnel sur 100 m à 10 s 96. Le 14 juillet, elle remporte l'épreuve du 100 m de la coupe du monde d'athlétisme à Londres, dans le temps de 11 s 07.

## Records
| Épreuve | Performance | Lieu       | Date         |
| ------- | ----------- | ---------- | ------------ |
| 100 m   | 10 s 96     | Des Moines | 22 juin 2018 |